# Carabus barysomus
Carabus barysomus es una especie de insecto adéfago del género Carabus, familia Carabidae. Fue descrita científicamente por Bates en 1889.
Habita en India y Pakistán.